# Harold Fraser
Pour les articles homonymes, voir Fraser.
Harold William "Harry" Fraser (Woodstock, Ontario, 26 octobre 1872 - Ottawa Hills, Ohio, 4 janvier 1945) est un golfeur américain. En 1904, il remporta une médaille de bronze en golf aux Jeux olympiques de St. Louis, dans la catégorie par équipe. 